# Carlos Santana
Carlos Santana , mehiško-ameriški kitarist, pevec in skladatelj, * 20. julij 1947, Autlán de Navarro, Jalisco, Mehika. 
Santana je mehiški in ameriški glasbenik, ki je javnosti postal znan konec 60. in začetek 70. let s svojo skupino, Santana, ki je med prvimi izvajala fuzijo rocka in latinskoameriške glasbe. Zvok skupine je vseboval kontrast melodičnih bluesovskih kitarskih linij proti latinskoameriškim in afriškim ritmom s tolkali (konge, timbales). Santana vse do danes izvaja takšen stil glasbe. Leta 2003 ga je uredništvo revije Rolling Stone uvrstilo na 20. mesto seznama 100. najboljših kitaristov vseh časov. Santana je osvojil deset grammyjev in tri latinske grammyje.

## Biografija

### Zgodnje življenje
Santana se je rodil v mestu Autlán de Navarro, Jalisco v Mehiki. Ko je bil star šest let se je začel učiti igranja violine, pri osmih letih pa igranja kitare pod mentorstvom svojega očeta, ki je bil mariachi. Njegov mlajši brat, Jorge, je prav tako postal profesionalni kitarist. Na mladega Carlosa je zelo vplival Ritchie Valens v času, ko je zelo malo Mehičanov izvajalo ameriško rock in pop glasbo. Družina se je iz Autlána de Navarro preselila v mesto Tijuana, ki leži na mehiški meji s Kalifornijo, kasneje pa v San Francisco. Carlos je ostal v Tijuani, kasneje pa se je pridružil družini v San Franciscu, kjer je obiskoval šolo James Lick Middle School, leta 1965 pa je maturiral na srednji šoli Mission High School. Sprejet je bil na Državno univerzo Kalifornije v Northridgeu in Državno univerzo Humboldta, vendar se za študij ni odločil.

### Zgodnja kariera
Na Santano so vplivali popularni izvajalci 50. let kot so B.B. King, T-Bone Walker, and John Lee Hooker. Kmalu po tem, ko je začel z igranjem kitare, se je pridružil lokalnim glasbenim skupinam, kjer je začel igrati rock 'n' roll 50. let. Prav tako se je spoznal s številnimi glasbenimi zvrstmi kot sta jazz in ljudska glasba ter s cvetočim hipijevskim gibanjem s centrom v San Franciscu. Po več letih službe kot pomivalec, se je Santana odločil postati profesionalni glasbenik. Leta 1966 je po spletu okoliščin postal znan. Santana je pogosto zahajal v lokal Fillmore West, ki ga je vodil Bill Graham. Med nedeljsko matinejo v Fillmore Westu bi moral nastopiti Paul Butterfield, vendar zaradi vinjenosti ni mogel. Graham je zato sestavil zasedbo glasbenikov, ki jih je poznal prek svojih stikov z Butterfieldovo skupino ter skupinama Grateful Dead in Jefferson Airplane. Kitaristov še ni izbral, zato je Santanin menedžer, Stan Marcum, Grahamu predlagal, da se Santana pridruži zasedbi. Graham se je s tem strinjal. Med jam sessionom je občinstvo, z Grahamom na čelu, opazilo Santanino igranje in solaže. Še istega leta je Santana ustanovil zasedbo Santana Blues Band, katere prvo zasedbo so sestavljali David Brown (bas kitara), Marcus Malone (tolkala) in Gregg Rolie (Hammond B3).
Z originalnim zvokom, ki je vseboval predvsem mešanico latin rocka, jazza, bluesa, salse in afriških ritmov, je skupina (kmalu po ustanovitvi je za svoje ime privzela kar Carlosov priimek) kmalu dobila poslušalce v okolici San Francisca. Zgodnji uspehi skupine, z legendarnim nastopom na festivalu Woodstock, pa so bili ključ do prve sklenjene pogodbe z založbo Columbia Records, ki jo je v tistem času vodil Clive Davis.

## Santana
»60. leta so bila preskok v človeški zavesti. Mahatma Gandhi, Malcolm X, Martin Luther King, Che Guevara, Mati Tereza so vodili revolucijo vesti. The Beatles, The Doors, Jimi Hendrix so ustvarili teme revolucije in evolucije. Glasba je bila kot Dalí, s številnimi barvami v revolucionarnih poteh. Današnja mladina mora iti tja, da se bo našla.«

Carlos Santana

### Prva pogodba, preboj na Woodstocku in prvi uspehi: 1969–72
Po sklenitvi pogodbe z založbo Columbia Records je skupina Santana začela snemati svoj prvenec. S posnetki niso bili zadovoljni, zato so odpustili bobnarja Boba Livingstona, na njegovo mesto pa je prišel Michael Shrieve, ki je imel dobro podlago tako iz jazza kot rocka. Skupino je bil primoran, zaradi obtožbe umora, zapustiti tudi tolkalist Marcus Malone, zamenjal pa ga je Michael Carabello, ki je v skupino pripeljal še enega člana, Joseja Chepita Areasa, znanega tolkalista iz Nikaragve. Njegove izkušnje so bile za skupino nepogrešljive.
Bill Graham, ki je bil oboževalec skupine že vse od njenega nastanka, je skupini še pred izidom debitantskega albuma omogočil nastop na festivalu Woodstock. Santana je bila eno izmed presenečenj festivala. Nastop skupine je bil legendaren, njihova 11-minutna izvedba skladbe »Soul Sacrifice« pa je utrdila njihovo popularnost. Graham je nato skupini dal nekaj napotkov za snemanje skladbe »Evil Ways«, za katero se mu je zdelo, da bo postala radijska uspešnica in jo je v izvirniku posnel Willie Bobo. Debitantski album skupine, Santana, je izšel avgusta 1969 in postal hit, dosegel je 4. mesto ameriške lestvice Billboard 200, singl »Evil Ways« pa se je uvrstil na 9. mesto lestvice Billboard Hot 100.
Z nastopom na Woodstocku leta 1969 se je skupina predstavila svetovni javnosti in požela odobravanje kritikov. Hiter uspeh je skupino postavil pod pritisk, začela pa so se tudi trenja glede nadaljnje glasbene usmeritve skupine. Rolie je želel skupino usmeriti v hard rock, medtem ko je Carlos želel skupino usmeriti v zmes bluesa in rocka. V zvok skupine je želel vplesti elemente jazza, na kar so vplivali Gábor Szabó, Miles Davis, Pharoah Sanders in John Coltrane, kot tudi njegov čedalje večji interes po duhovnosti. V istem času je Chepita Areasa prizadela skoraj usodna možganska krvavitev, zato sta ga začasno nadomeščala Willie Bobo in Coke Escovedo. Ostali člani skupine, predvsem Carabello, so bili mnenja, da skupina ne bi smela javno nastopati brez Areasa. Tako so bili ustvarjeni konflikti in skupina je začela razpadati.
Skupina je po uspešnem prvencu septembra 1970 izdala svoj drugi album, Abraxas. Album je vseboval zmes rocka, bluesa, jazza, salse in drugih vplivov, s katero je skupina pokazala napredek od prvenca. Album je bil s strani javnosti dobro sprejet. Abraxas vsebuje dva največja hita skupine, »Oye Como Va« in »Black Magic Woman/Gypsy Queen«. Album je šest tednov držal prvo mesto lestvice Billboard 200. Na lestvici je ostal 88 tednov, leta 1986 pa je prejel 4 platinaste certifikate. Leta 2003 je bil uvrščen na 207. mesto Seznama 500. najboljših albumov vseh časov po izboru revije Rolling Stone.
Leta 1971 je bil v skupino povabljen znan mladi kitarist Neal Schon. Z njim je skupina posnela tretji album, Santana III. Skupina je sedaj vsebovala kitarski duet, ki je dal albumu nekoliko trši zvok. V zvoku albuma se je poznala vrnitev okrevajočega Chepita Areasa ter tolkalska pomoč Coka Escoveda. Na albumu se je pojavila tudi trobilna sekcija skupine Tower of Power, Luis Gasca iz skupine Malo in še nekateri drugi studijski glasbeniki, ki so večinoma prispevali tolkala in vokale. Santana III je bil še en uspešen album, ki je dosegel 1. mesto lestvic, prodana sta bila 2 milijona izvodov, z albuma pa sta izšla hita »Everybody's Everything« in »No One to Depend On«.
Napetosti med člani skupine pa niso popustile. Poleg težav glede glasbenih razlik so se pojavile še težave z drogami. Santana se je bal, da bodo droge slabo vplivale na nastope skupine. Coke Escovedo je Santano spodbujal, da je prevzel dolžnosti glasbenega direktorja skupine. Poleg tega so prišle na dan tudi finančne nepravilnosti menedžerja Stana Marcuma, ki ga je Bill Graham označil za nesposobnega. Zamera med Santano in Carabellom o načinu življenja se je končala z odhodom Carabella iz skupine. Kot zamenjava zanj je skupina tik pred koncertom v New Yorku najela Jamesa Minga Lewisa. David Brown je skupino zapustil malce kasneje zaradi težav z drogami. Južnoameriška turneja je bila, zaradi študentskih protestov proti vladni politiki ZDA in nemirnih oboževalcev, prekinjena v Limi. Ta turneja je prepričala Santano, da mora storiti spremembe tako v skupini, kot v zasebnem življenju.
Januarja 1972 so Santana, Schon, Escovedo in Lewis skupaj z nekdanjim bobnarjem Hendrixove skupine Band of Gypsys, Buddyjem Milesom izvedli koncert v kraterju Diamond Head na Havajih, ki je bil posnet in je izšel pod naslovom Carlos Santana & Buddy Miles! Live!. Album je dosegel zlat certifikat.

### Caravanserai
V začetku leta 1972 je skupina začela s snemanjem četrtega studijskega albuma, Caravanserai. Med snemanji sta Santana in Michael Shrieve v studio pripeljala »nove« glasbenike: tolkalista Jamesa Minga Lewisa in Armanda Peraza, ki sta nadomestila Michaela Carabella, ter basista Toma Rutleyja, ki je nadomestil Davida Browna. Pri snemanju sta sodelovala tudi klaviaturista Tom Coster in Wendy Haas. S prihodom novih glasbenikov v studio se Gregg Rolie in Neal Schon nista strinjala, zato sta zapustila skupino, čeprav sta pred tem oba sodelovala pri snemanju albuma. Rolie se je vrnil v domači Seattle in leta 1973 postal član skupine Journey, v kateri je igral tudi Schon.
Caravanserai je prinesel spremembe v glasbeni usmeritvi skupine, ki se je usmerila v jazz fusion. Album je prejel pohvale kritikov, izvršni direktor založbe CBS Clive Davis pa je Santano opozoril, da bo album poslabšal pozicijo skupine kot »Top 40« izvajalca. Dejal mu je tudi, da s tem albumom dela »karierni samomor«. Album je vseeno dosegel platinast status. O težavah, skozi katere je šla skupina v tem času, je leta 1972 v članku z naslovom »The Resurrection of Carlos Santana«, v reviji Rolling Stone pisal Ben Fong-Torres.
Santana je nato spoznal Deborah King, s katero se je leta 1973 poročil. Kingova je hči pokojnega bluesovskega pevca in kitarista Saundersa Kinga. Carlos in Deborah imata tri otroke: Salvadorja, Stello in Angelico. Skupaj sta ustanovila neprofitno organizacijo »The Milagro Foundation«, ki zagotavlja otrokom finančno pomoč za izobraževalne, zdravstvene in druge potrebe.

### Menjanje stilov in duhovnost: 1972–79
Leta 1972 se je Santana začel kazati zanimanje nad fusion skupino The Mahavishnu Orchestra in njenim kitaristom Johnom McLaughlinom. Zaradi Santanovega zanimanja nad meditacijo je McLaughlin Santano in njegovo ženo predstavil svojem guruju Šriju Činmoju. Činmoj ju je leta 1973 sprejel kot učenca. Santana je dobil ime Devadip, kar pomeni »Svetilka, luč in oko Boga«. Santana in McLaughlin sta nato leta 1973 posnela skupen album, Love Devotion Surrender, pri snemanju katerega so sodelovali tako člani Santane, kot člani The Mahavishnu Orchestra, ter tolkalist Don Alias in organist Larry Young, ki sta skupaj z McLaughinom sodelovala pri snemanju Davisovega albuma Bitches Brew, leta 1969.
Leta 1973 je Santana sestavil novo zasedbo skupine, ki so jo poleg Carlosa sestavljali še Armando Peraza in Chepito Areas na tolkalih, Doug Rauch na basu, Michael Shrieve na bobnih ter Tom Coster in Richard Kermode na klaviaturah. Santana je za turnejo po Japonski v skupino pripeljal jazzovskega vokalista Leona Thomasa. Koncerta, ki sta potekala 4. in 3. julija 1973, sta bila posneta in sta izšla pod naslovom Lotus (1974). Založba CBS ni dovolila izdaje, dokler ne bi bil ves posnet material zgoščen. Santana se s to zahtevo ni strinjal in tako je Lotus v ZDA izšel samo kot trojni album. Skupina je zatem odšla v studio, kjer je posnela album Welcome, na katerem sta opazna Santanov interes za jazz fusion in sodelovanje s Šrijem Činmojem.
Sledilo je sodelovanje Santane z vdovo Johna Coltrana, Alice Coltrane, ki je zabeleženo na albumu Illuminations (1974). Album je posegel v avantgardni free jazz z vzhodnoindijskimi vplivi in vplivi klasike, pri snemanju pa sta sodelovala tudi nekdanja sodelavca Milesa Davisa, Jack DeJohnette in Dave Holland. Kmalu potem je Santana zopet premešal zasedbo skupine. Tokrat so jo zapustili skupino Kermode, Thomas in Rauch, nadomestili pa so jih vokalist Leon Patillo, vračajoči basist David Brown in saksofonist Jules Broussard. V takšni zasedbi je skupina posnela album Borboletta, ki je izšel leta 1974. Istega leta je skupino, zaradi solo kariere, zapustil Michael Shrieve, nadomestil pa ga je Leon »Ndugu« Chancler.
V tem času se je menedžment Billa Grahama čutil odgovornega za afere skupine. Graham je bil kritičen glede usmeritve skupine v jazz in je izrazil stališče, da bi se skupina morala vrniti na stare tire z glasbo, ki jih je naredila slavne. Tudi Santana je opažal, da je usmeritev skupine odbijala številne oboževalce. Čeprav so bili albumi in koncerti s strani jazzovskih kritikov dobro sprejeti, je prodaja albumov upadala.
Santana je nato skupaj s Tomom Costerjem, producentom Davidom Rubinsonom in Chanclerjem sestavil zopet novo zasedbo Santane, v katero je vključil pevca Grega Walkerja. Album Amigos, ki je izšel leta 1976 in je vseboval skladbi »Dance, Sister, Dance« in »Let It Shine« je imel močan funk in latin zvok. Album, predvsem instrumentalna skladba »Europa (Earth's Cry Heaven's Smile)«, je bil pogosto predvajan na radijskih postajah in vrnil Santano na lestvice. Amigos se je uvrstil na 10. mesto lestvice Billboard 200. Maja 1976 je revija Rolling Stone objavila članek o Santani z naslovom »Santana Comes Home«.
Albumi, ki so bili zasnovani konec 70., let so sledili isti formuli, vendar s številnimi spremembami zasedb. Med novimi glasbenik je bil tudi tolkalist Raul Rekow, ki se je skupini pridružil začetek leta 1977. Eden največjih komercialnih uspehov skupine v tem času je bila verzija hita skupine The Zombies, »She's Not There«, ki je leta 1977 izšla na dvojnem albumu Moonflower.
Zaradi uspeha albumov iz konca 70. let, se je Santana odločil začeti solo kariero. Pri založbi CBS je v dveh letih izdal dva albuma: Oneness: Silver Dreams – Golden Reality (1979) in The Swing of Delight (1980), pri snemanju katerega so sodelovali nekateri njegovi glasbeni prijatelji: Herbie Hancock, Wayne Shorter, Ron Carter in Tony Williams iz legendarnega Davisovega kvinteta iz 60. let.
Zaradi pritiskov in skušnjav, s katerimi se je kot rockovski zvezdnik nenehno srečeval, ter smernic duhovnega načina življenja, ki so jih zahtevali guru Šri Činmoj in njegovi sledilci, je bil Santana pogosto v konfliktih in stresu glede na svoj način življenja in zakon. Bil je vse bolj razočaran nad nerazumljivimi pravili, ki jih je uvedel Činmoj in zlasti ker Carlosu in Deborah ni dovolil načrtovati družine. Carlos je čutil, da poskuša guru z njegovo slavo povečati svoj ugled. Carlos in Deborah sta se s Činmojem iz takšnih in podobnih razlogov razšla leta 1982.

### 1980. leta
V 80. letih je skupina izdala več singlov, ki so se vrteli po radiu. »Winning« z albuma Zebop! (1981) in »Hold On« z albuma Shangó (1982), sicer priredba istoimenske skladbe Iana Thomasa, sta leta 1982 dosegli top 20. Po razhodu s Šrijem Činmojem, je Santana odšel v studio, kjer je posnel solo album, pri katerem sta sodelovala Keith Olson in legendarni R&B producent, Jerry Wexler. Album Havana Moon (1983) je razkril Santanove zgodnje glasbene izkušnje v Tijuani z Diddleyjevo skladbo »Who Do You Love?« in naslovno skladbo, Berryjevo »Havana Moon«. Kot gostje so na albumu sodelovali Booker T. Jones, The Fabulous Thunderbirds, Willie Nelson in celo mariachi orkester Santaninega očeta. S prispevkom h soundtracku filma La Bamba, ki govori o življenju legende rock 'n' rolla, Ritchieja Valensa, ki ga je v filmu upodobil Lou Diamond Phillips, se je Santana zopet poklonil zgodnjim rock koreninam.
Čeprav se je skupina v 80. letih trudila proizvajati albume, ki bi bili komercialno uspešni, je bila prodaja albuma Beyond Appearances (1985), zaradi spremembe okusa publike, zelo mizerna. Leta 1985 je Bill Graham prepričal organizatorja Live Aida, Boba Geldofa, da je dovolil skupini nastop na Live Aidu. Energičen nastop skupine na Live Aidu je pokazal, da je skupina še vedno dober izvajalec, kljub slabi uvrstitvi na lestvicah. Santana je pridobil veliko spoštovanje v jazz in rock krogih ko sta ga Prince in kitarist Kirk Hammett iz Metallice navajala kot vzornika.
Skupina se je leta 1987 vrnila z novim albumom Freedom.
Da bi zadovoljil vodilne v založbi s hit skladbami, je Santana začel kot gost sodelovati s številnimi znanimi izvajalci kot so Weather Report, jazzovski pianist McCoy Tyner, bluesovska legenda John Lee Hooker, Frank Franklin, kitarist Vernon Reid in pevec Salif Keita. Skupaj z Mickeyjem Hartim iz skupine Grateful Dead je sodeloval z nigerijskim bobnarjem Babatundom Olatunjijem, ki je priredil Santanino skladbo iz 60. let, »Jingo«. Leta 1988 je Santana ponovno združil nekdanje člane Santane za serijo koncertov. CBS je izdala 20-letno retrospektivo uspehov skupine z dvojnim kompilacijskim albumom Viva Santana!. Istega leta je Santana ustanovil instrumentalno zasedbo skupine, kjer je igral tudi legendarni jazzovski saksofonist, Wayne Shorter. Zasedbo skupine so še sestavljali klaviaturist Patrice Rushen, basist Alphonso Johnson, tolkalista Armando Peraza in Chepito Areas ter bobnar Leon »Ndugu« Chancler«. Turneja je doživljala veliko pozornosti s strani glasbenih medijev, ki so skupino primerjali s časom, v katerem je bil izdan album Caravanserai. Santana je nato izdal še en solo album, Blues for Salvador (1987), ki je osvojil grammyja za najboljšo rockovsko instrumentalno izvedbo.
Leta 1990 je Santana po 22 letih zapustil založbo Columbia in sklenil pogodbo z založbo Polygram Records. Naslednje leto je kot gost nastopil na albumu Ottmarja Lieberta, Solo Para Ti. Leta 1992 je Santana kot predskupino najel skupino Phish.

### Vrnitev komercialnega uspeha
Santana je v 90. leta vstopil z novim albumom skupine, Spirits Dancing in the Flesh. Temu je leta 1992 sledil album Milagro, leta 1993 album v živo Sacred Fire: Live in South America in leta 1994 Santana Brothers, na katerem sta sodelovala Carlosov brat Jorge in nečak Carlos Hernandez. Albumi so se prodajali slabo. V naslednjih letih je Santana hodil po turnejah, vendar brez novih albumov in celo brez novih snemalnih pogodb. V tistem času pa je Clive Davis, predsednik založbe Arista Records, ki je s Santano sodeloval pri založbi Columbia Records, z njim sklenil pogodbo in ga spodbudil k snemanju zvezdniškega albuma s številnimi mladimi izvajalci. Rezultat je bil album Supernatural, ki je izšel leta 1999 in pri katerem so sodelovali Everlast, Rob Thomas, Eric Clapton, Lauryn Hill, Wyclef Jean, Cee Lo Green, Maná, Dave Matthews, K. C. Porter, J. B. Eckl in še nekateri drugi.
Prvi singl z albuma je pritegnil pozornost tako oboževalcev kot glasbene industrije. »Smooth« z dinamičnim ča-ča-ča ritmom je napisal in odpel Rob Thomas iz skupine Matchbox Twenty. Skladbo so takoj začeli vrteti po številnih radijskih postajah. »Smooth« je dvanajst tednov držal prvo mesto lestvice Billboard Hot 100 in postal zadnji prvouvrščeni singl 1990. let. Videospot skladbe je prav tako postal zelo popularen. Supernatural je dosegel prvo mesto lestvice Billboard 200, naslednji singl z albuma, »Maria Maria«, kjer je sodeloval R&B duet The Product G&B, pa je prav tako dosegel prvo mesto lestvice, kjer je spomladi 2000 ostal deset tednov. V ZDA je bilo prodanih več kot 15 milijonov izvodov albuma, ki je tako postal eden izmed najuspešnejših albumov skupine.
Leta 1998 je bil Santana skupaj s klasično zasedbo skupine, ki je posnela prva dva albuma, sprejet v Hram slavnih rokenrola. Skupaj s skladateljem skladbe »Black Magic Woman«, Petrom Greenom, ki je bil tarat prav tako sprejet, je skupina izvedla omenjeno skladbo. Istega leta je Santana prejel zvezdo na Hollywoodski aleji slavnih.
Leta 2000 je Supernatural osvojil devet grammyjev, vključno z grammyjem za album leta, posnetek leta (»Smooth«) in skladbo leta za Roba Thomasa in Itaala Shurja. Santana je v govoru ob podelitvi opisal svoje občutke o mestu glasbe v duhovnem obstoju. Kasneje istega leta je osvojil še tri latin grammyje, vključno z grammyjem za posnetek leta. Leta 2001 je Santana sodeloval pri snemanju Jacksonove skladbe »Whatever Happens« z albuma Invincible.
Leta 2002 je skupina izdala album Shaman, kjer so, tako kot pri Supernaturalu, sodelovali gostujoči izvajalci, med njimi Citizen Cope, P.O.D. in Seal. Čeprav album ni dosegel uspeha predhodnika, sta z njega izšla dva hit singla. Singl »The Game of Love«, pri katerem je sodelovala Michelle Branch, je dosegel 5. mesto lestvice Billboard Hot 100, veliko tednov pa je ostal tudi na vrhu lestvice Billboard Adult Contemporary. Singl »Why Don't You & I«, ki ga je napisal in odpel Chad Kroeger iz skupine Nickelback, je dosegel 8. mesto lestvice Billboard Hot 100. »The Game of Love« je osvojil grammyja za najboljše vokalno pop sodelovanje.
V začetku avgusta 2003 je uredništvo revije Rolling Stone uvrstilo Santano na 15. mesto seznama 100 najboljših kitaristov vseh časov.
21. aprila 2005 je bil Santana počaščen kot BMI Icon na 12. podelitvi nagrad BMI Latin Awards. Santana je bil prvi tekstopisec s takšno častjo. Nagrada je podeljena ustvarjalcu, ki je bil »edinstven in neizbrisen vpliv na generacije glasbenikov«.
Leta 2005 je Herbie Hancock povabil Santano k sodelovanju na albumu Possibilities. Album je izšel 30. avgusta 2005. Santana in Angélique Kidjo sta sodelovala pri snemanju skladbe »Safiatou«. Istega leta je tudi Shakira povabila Santano k snemanju skladbe »Illegal«, ki je izšla na njenem drugem angleškem albumu Oral Fixation Vol. 2.
Santanin album iz leta 2005, All That I Am, vsebuje pretežno sodelovanja z drugimi izvajalci. Prvi singl, »I'm Feeling You« je Santana zopet posnel z Michelle Branch in The Wreckers. Pri snemanju albuma so sodelovali tudi drugi glasbeni gostje, med njimi Steven Tyler iz skupine Aerosmith, Kirk Hammett iz Metallice, hip-hop izvajalec will.i.am in kitarist George Pajon, hip-hop in reggae izvajalec Sean Paul in R&B pevec Joss Stone. Aprila in maja 2006 je Santana izvedel turnejo po Evropi, kjer je kot predskupino promoviral skupino svojega sina, Salvadorja.
Leta 2007 se je Santana, skupaj s Sheilo E. in Joséjem Felicianom pojavil na albumu Glorie Estefan, 90 Millas, na singlu »No Llores«. Nato je skupaj s Chadom Kroegerjem posnel hit singl »Into the Night«. Sodeloval je tudi pri snemanju Ramazzottijevega hita »Fuoco nel fuoco« z albuma e².
Leta 2008 je Santana sodeloval s svojim dolgoletnim prijateljem, Marcelom Vieiro, na njegovem solo albumu Acoustic Demos, ki je izšel konec leta. Album vsebuje skladbe kot sta »For Flavia« in »Across the Grave«, ki vsebujeta melodične riffe Santane.
Carlos Santana je leta 2009 nastopil v finalu tekmovanja American Idol skupaj s trinajstimi finalisti, med katerimi so bili tudi izvajalci Kiss, Queen in Rod Stewart. 8. julija 2009 je Carlos skupaj s svojo desetčlansko all-star skupino nastopil na Atenskem olimpijskem stadionu v Atenah, kot del evropske turneje »Supernatural Santana – A Trip through the Hits«. 10. julija 2009 je nastopil na stadionu Filipa II. v Skopju. Koncert, ki je bil dolg dve uri in pol pred 20.000 ljudmi, je bil prvi Santanin koncert v tej regiji.  Skladbe s turneje »Supernatural Santana – A Trip through the Hits« je izvajal tudi v hotelu/kazinoju The Hard Rock v Las Vegasu, kot hišni izvajalec skozi vse leto 2011.
Santana je upodobljen kot lik v glasbeni video igri Guitar Hero 5. Igra, ki je izšla 1. septembra 2009, vsebuje živi posnetek skladbe »No One to Depend On«. Leta 2011 so bile tri Santanine skladbe ponujene za prenos v programu za učenje kitare Rocksmith: »Oye Como Va«, »Smooth« in »Black Magic Woman/Gypsy Queen«.
Od leta 2007 ima Santana, v sodelovanju z Robertom Santibañezom, verigo mehiških restavracij z imenom »Maria Maria«. Restavracije so locirane v mestih Tempe, Walnut Creek, Danville, San Diego, Austin in Boca Raton.
Leta 2012 je skupina izdala album Shape Shifter, ki vsebuje pretežno instrumentalne skladbe.
2. februarja 2013 je Carlos Santana oznanil, da bo ponovno združil klasično zasedbo skupine, ki je posnela album Santana III, z namenom posneti nov album. Svojo vrnitev so nato potrdili Neal Schon, Michael Shrieve in Mike Carabello. O vrnitvi Gregga Rolieja je Santana dejal: »Prepričan sem, da bo Gregg sodeloval.« Februarja 2013 je Rolie o ponovni združitvi za Radio.com povedal: »Gre samo za sestavo zasedbe in izvedbo. Jaz sem za. Mislim, da je to odlična ideja. Ljudem bo všeč. Odlično bo!«
29. decembra 2013 je v Washingtonu Santana prejel nagrado Kennedy Center Honors, kar je najvišje ameriško odlikovanje na področju kulture in umetnosti.
6. maja 2014 je izšel Santanin prvi album v španščini, Corazón. 4. novembra tega leta so izšli njegovi spomini, The Universal Tone: Bringing My Story to Light. 12. septembra 2015 je kot član skupine basista Grateful Deadov Phila Lesha, Phil Lesh & Friends, nastopil na tretjem festivalu Lockn' Music Festival.
15. aprila 2016 je skupina izdala album Santana IV, studijski album, ki je združil klasično zasedbo skupine v sestavi Carlos Santana (kitara, vokal), Gregg Rolie (klaviature, solo vokal), Neal Schon (kitara, vokal), Michael Carabello (tolkala) in Michael Shrieve (bobni). Santana IV je prvi album po 45 letih in albumu Santana III, ki ga je posnel omenjeni kvintet. Zasedbi »Santana IV« sta se v studiu pridružila še trenutna člana Santane, basist Benny Rietveld in tolkalist Karl Perazzo, na dveh skladbah pa je kot gostujoči vokalist sodeloval Ronald Isley.

## Vplivi
Nekje v starosti osmih let je Santana »padel pod vpliv« bluesovskih izvajalcev kot so B.B. King, Javier Bátiz in John Lee Hooker. Na Santanino igranje je močno vplival tudi jazz kitarist Gábor Szabó. Njegova kompozicija »Gypsy Queen« je bila uporabljena kot drugi del Santanine priredbe skladbe Petra Greena, »Black Magic Woman«. Santanin instrumentalni album iz leta 2012, Shape Shifter, vsebuje skladbo z naslovom »Mr. Szabo«, ki je bila posneta v poklon Szabu v njegovem stilu. Santana je kot pomembne vzornike označil tudi Jimija Hendrixa, Mika Bloomfielda, Hanka Marvina in Petra Greena. Bloomfielda je označil za neposrednega mentorja, kar je zapisal tudi v predgovoru Bloomfieldove biografije, Michael Bloomfield: If You Love These Blues – An Oral History leta 2000.
Santana se je preselil v San Francisco, oktobra 1966 pa je ustanovil skupino Santana Blues Band. Leta 1968 je skupina začela v svoj zvok vključevati različne vplive. »Če bi šel v sobo nekega prijatelja,« je povedal Santana o skupini, »bi poslušal Slyja [Stona] in Jimija Hendrixa; nekdo drug Stonese in Beatlese. Spet nekdo bi poslušal Tita Puenteja in Monga Santamario. Nekdo bi poslušal Milesa [Davisa] in [Johna] Coltrana... . Zdelo se mi je kot da sem na univerzi.«

## Oprema

### Kitare in efekti
Na Woodstocku je Santana igral na rdečo kitaro Gibson SG Special s pick upi P-90. V času izdaje albumov Abraxas in Santana III (1970-1972) je uporabljal različne kitare Gibson Les Paul in črno Gibson SG Special. Leta 1974 je uporabljal in oglaševal kitaro Gibson L6-S Custom, kar lahko vidimo na ovitku albuma Borboletta. Od leta 1976 do 1982 je bila njegova glavna kitara Yamaha SG 175B, včasih pa je uporabljal belo kitaro Gibson SG s tremi pick upi. Leta 1982 je začel uporabljati po naročilu izdelano PRS Custom 24. Leta 1988 je podjetje PRS Guitars začelo izdelovati Santanine lastne modele kitar, ki jih Santana uporablja še danes.
Trenutno uporabljal Santana kitaro model Santana II, opremljeno s pick upi PRS Santana, tremolo ročko in strunami .009-.042 D'Addario. Uporablja tudi kitaro PRS Santana Multidimensional (MD) Santanine kitare imajo vratove iz enega kosa mahagonija s prečkami iz palisandra, kar prispeva k njegovem značilnem zvoku.
Santanini modeli kitar:
- PRS Santana I »The Yellow« (1988)
- PRS Santana II »Supernatural« (1999)
- PRS Santana III (2001)
- PRS Santana SE (2001)
- PRS Santana SE II (2003)
- PRS Santana Shaman SE-Limited Edition (2003)
- PRS Santana MD »The Multidimensional« (2008)
- PRS Santana Abraxas SE-Limited Edition (2009)
- PRS Santana SE »The Multidimensional« (2011)

Santana uporablja tudi klasično kitaro Alvarez Yairi CY127CE s plastičnimi strunami. Od leta 2009 uporablja po naročilu izdelano kitaro podjetja Toru Nittono, »Model-T« Jazz Electric Nylon.
Santana ne uporablja veliko pedalov za kitarske efekte. Njegova PRS kitara je povezana s pedalom Mu-Tron wah-wah oz. s pedalom Dunlop 535Q wah in delay pedalom T-Rex Replica.
Prejšnje postavitve so vsebovale Ibanez Tube Screamer takoj za kitaro. Santana je prav tako znan po tem, da je uporabljal distorzijo Electro Harmonix Big Muff. Pri skladbi »Stand Up« z albuma Marathon (1979), je v kitarskem solu uporabljal Heilov talk box. Na vajah za turnejo »Live Your Light« je uporabljal Audiotech Guitar Products 1x6 Rack Mount Audio Switcher.
Uporablja dve različni trzalici: veliko trikotno Dunlop, ki jo uporablja že dolga leta, in trzalico V-Pick.

### Ojačevalniki
Značilni kitarski zvok Carlosa Santane nastaja s pomočjo številnih ojačevalnikov, v katere je vklopljena kitara. Ojačevalci vključujejo Mese Boogie Mark I, Dumble Overdrive Reverb in Bludotone. Santana primerja tonalne kvalitete vsakega ojačevalca s toni, ki jih proizvede pevec. Trojni ojačevalni preklopnik je potreben, da lahko Santana menja med ojačevalniki. Pogosto pa so unikatni toni ojačevalev mešani skupaj, kar ustvari polnejši ton.
Santana je odgovoren za popularizacijo ojačevalca znamke Mesa.
Santana kombinira ojačevalnik Mesa/Boogie Mark I z zvočniki Altec 417-8H oz. JBL E120 in Dumble Overdrive Reverbom in/ali Dumble Overdrive Special, ki je speljan skozi Marshall 4x12 Cabinet z zvočniki Celestion G12M »Greenback«, odvisno od želenega zvoka. Zvok zajemajo mikrofoni Shure KSM-32. Doma uporablja Santana ojačevalnik Fender Cyber-Twin Amp.
V začetku svoje kariere je Santana uporabljal tranzistorski ojačevalnik GMT in Fender Twin. GMT 226A je bil uporabljen tako na Woodstocku kot tudi med snemanjem debitantskega albuma Santana. V tem času je Santana začel uporabljati ojačevalnik Fender Twin, ki ga je uporabljal pri snemanju prvih dveh albumov.

## Zasebno življenje
Santana je leta 1965 postal naturaliziran državljan ZDA.
19. oktobra 2007 je Deborah Santana, ki je bila s Carlosom poročena 34 let, vložila zahtevek za ločitev zaradi »nepremostljivih razlik«.
9. julija 2010 je Santana med koncertom turneje Universal Tone Tour v Chicagu za roko zaprosil bobnarko Cindy Blackman. Par se je decembra 2010 poročil. Carlos in Cindy trenutno živita v Las Vegasu.
Santana ima tri otroke: Salvadorja, Stello in Angelico.

## Diskografija

### Studijski albumi
- Love Devotion Surrender (1973)
- Illuminations (1974)
- Oneness: Silver Dreams – Golden Reality (1979)
- The Swing of Delight (1980)
- Havana Moon (1983)
- Blues for Salvador (1987)
- Santana Brothers (1994)

### Albumi v živo
- Carlos Santana & Buddy Miles! Live! (1972)
- Carlos Santana Live (2004)
- Live at the Montreux Jazz Festival 1988 (2007)

### Kompilacijski albumi
- Magic of Carlos Santana (2001)
- The Latin Sound of Carlos Santana (2003)
- Carlos Santana (2004)
- Very Best of Carlos Santana (2005)
- Carlos Santana (2006)
- Havana Moon/Blues for Salvador (2007)
- Multi-Dimensional Warrior (2008)

## Nagrade
Prejel je Kennedyjevo nagrado leta 2013.

### Grammyji
Seznam grammyjev, ki jih je prejel Carlos Santana
| Leto | Kategorija                                       | Naslov               | Opombe                        |
| ---- | ------------------------------------------------ | -------------------- | ----------------------------- |
| 1988 | Najboljša instrumentalna rock izvedba            | Blues for Salvador   |                               |
| 1999 | Posnetek leta                                    | »Smooth«             | z Robom Thomasom in Santano   |
| 1999 | Album leta                                       | Supernatural         | kot član Santane              |
| 1999 | Najboljša pop izvedba dueta ali vokalne skupine  | »Maria Maria«        | kot član Santane              |
| 1999 | Najboljše vokalno pop sodelovanje                | »Smooth«             | z Robom Thomasom in Santano   |
| 1999 | Najboljša instrumentalna pop izvedba             | »El Farol«           | kot član Santane              |
| 1999 | Najboljša rock izvedba dueta ali vokalne skupine | »Put Your Lights On« | z Everlastom in Santano       |
| 1999 | Najboljša instrumentalna rock izvedba            | »The Calling«        | z Ericom Claptonom in Santano |
| 1999 | Najboljši rock album                             | Supernatural         | kot član Santane              |
| 2002 | Najboljše vokalno pop sodelovanje                | »The Game Of Love«   | z Michelle Branch             |

### Latinski grammyji
Seznam latinskih grammyjev, ki jih je prejel Carlos Santana
| Leto | Kategorija                                       | Naslov             | Opombe                      |
| ---- | ------------------------------------------------ | ------------------ | --------------------------- |
| 2000 | Posnetek leta                                    | »Corazón Espinado« | s skupinama Santana in Maná |
| 2000 | Najboljša instrumentalna pop izvedba             | »El Farol«         | kot član Santane            |
| 2000 | Najboljša rock izvedba dueta ali vokalne skupine | »Corazón Espinado« | s skupinama Santana in Maná |